# Небажана вагітність
Небажана вагітність — це вагітність, яка на момент зачаття була невчасною, незапланованою або небажаною.
Сексуальне життя без використання ефективних засобів контрацепції за власним вибором або з примусу є основною причиною незапланованої вагітності. У всьому світі рівень незапланованої вагітності становить приблизно 45 % від усіх вагітностей (загалом 120 мільйонів незапланованих вагітностей щороку), але показники різняться в різних географічних регіонах і серед різних соціально-демографічних груп. Хоча незапланована вагітність є основною причиною штучного переривання вагітності, вона також може призвести до інших наслідків, таких як live birth  або викидень.
Незапланована вагітність пов'язана з численними негативними наслідками для здоров'я матері та дитини, незалежно від результату вагітності. Зусилля, спрямовані на зниження рівня незапланованої вагітності, зосереджені на покращенні доступу до ефективних засобів контрацепції шляхом покращення консультування та усунення бар'єрів, що перешкоджають доступу до контрацепції.